# Филиппково (Лычёвская волость)
Филиппково — деревня в Великолукском районе Псковской области России. Входит в Лычёвскую волость. С 1995 до 2014 года была в составе Успенской волости.
Расположена в 37 км к юго-востоку от райцентра Великие Луки и в 7 км к югу от бывшего волостного центра Успенское.

## Население
| 2001 | 2002 | 2010 |
| ---- | ---- | ---- |
| 4    | →4   | ↘1   |